# Caledonita

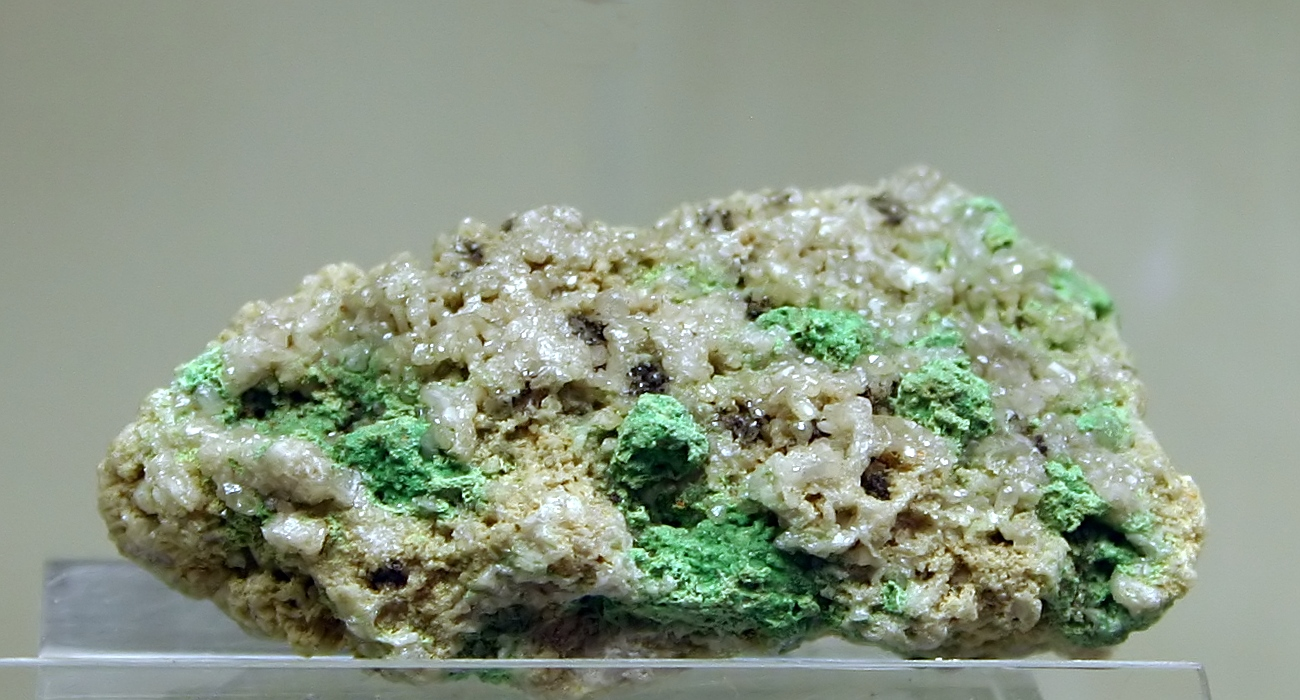
Caledonit on Cerussit

## Ficha Técnica
- Grupo:Sulfatos
- Sistema cristalino:Ortorrômbico
- Fórmula química:Pb5Cu2CO3(SO4)3(OH)6
- Dureza:2,5-3 ( escala de Mohs )
- Densidade:5,6
- Clivagem:Perfeita
- Fratura:Ausente
- Cor:Azul,azul-esverdeado,verde,verde escuro
- Cor do traço:Branca
- Brilho:Vítreo a graxo
- Fluorescência:Ausente